# San Miguel Octopan
San Miguel Octopan är en ort i Mexiko.   Den ligger i kommunen Celaya och delstaten Guanajuato, i den centrala delen av landet, 210 km nordväst om huvudstaden Mexico City. San Miguel Octopan ligger 1 767 meter över havet och antalet invånare är 12 054.
Terrängen runt San Miguel Octopan är platt åt sydväst, men åt nordost är den kuperad. Runt San Miguel Octopan är det ganska tätbefolkat, med 149 invånare per kvadratkilometer. Närmaste större samhälle är Celaya, 9,0 km sydväst om San Miguel Octopan. Trakten runt San Miguel Octopan består till största delen av jordbruksmark.